# بیمارستان خاتم‌الانبیا (ایرانشهر)
بیمارستان خاتم‌الانبیا، بیمارستانی است درمانی واقع در شهر ایرانشهر، استان سیستان و بلوچستان وابسته به دانشگاه علوم پزشکی ایرانشهر است. این بیمارستان در سال ۱۳۴۹ با ۲۵ تخت زیر نظر شیر و خورشید سابق افتتاح شد.